# Consejo de Ministros de Uruguay
El Consejo de Ministros de Uruguay es un órgano colegiado político constitucional formado por el Presidente de la República y los titulares de las respectivas carteras ministeriales del gobierno. Habitualmente sesiona los lunes laborables por la mañana en la Torre Ejecutiva de Montevideo, aunque algunas veces se reúne en la Residencia de Suárez y Reyes o en la Estancia Presidencial de Anchorena.

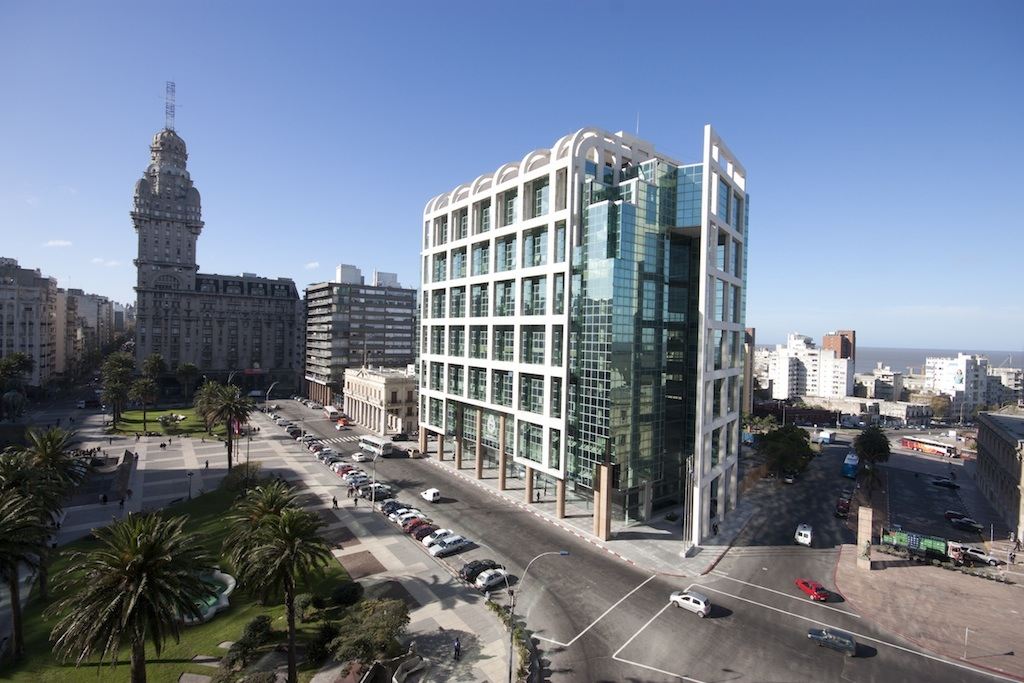
Torre Ejecutiva sede del Poder Ejecutivo de Uruguay, donde se reúne habitualmente el gabinete ministerial.

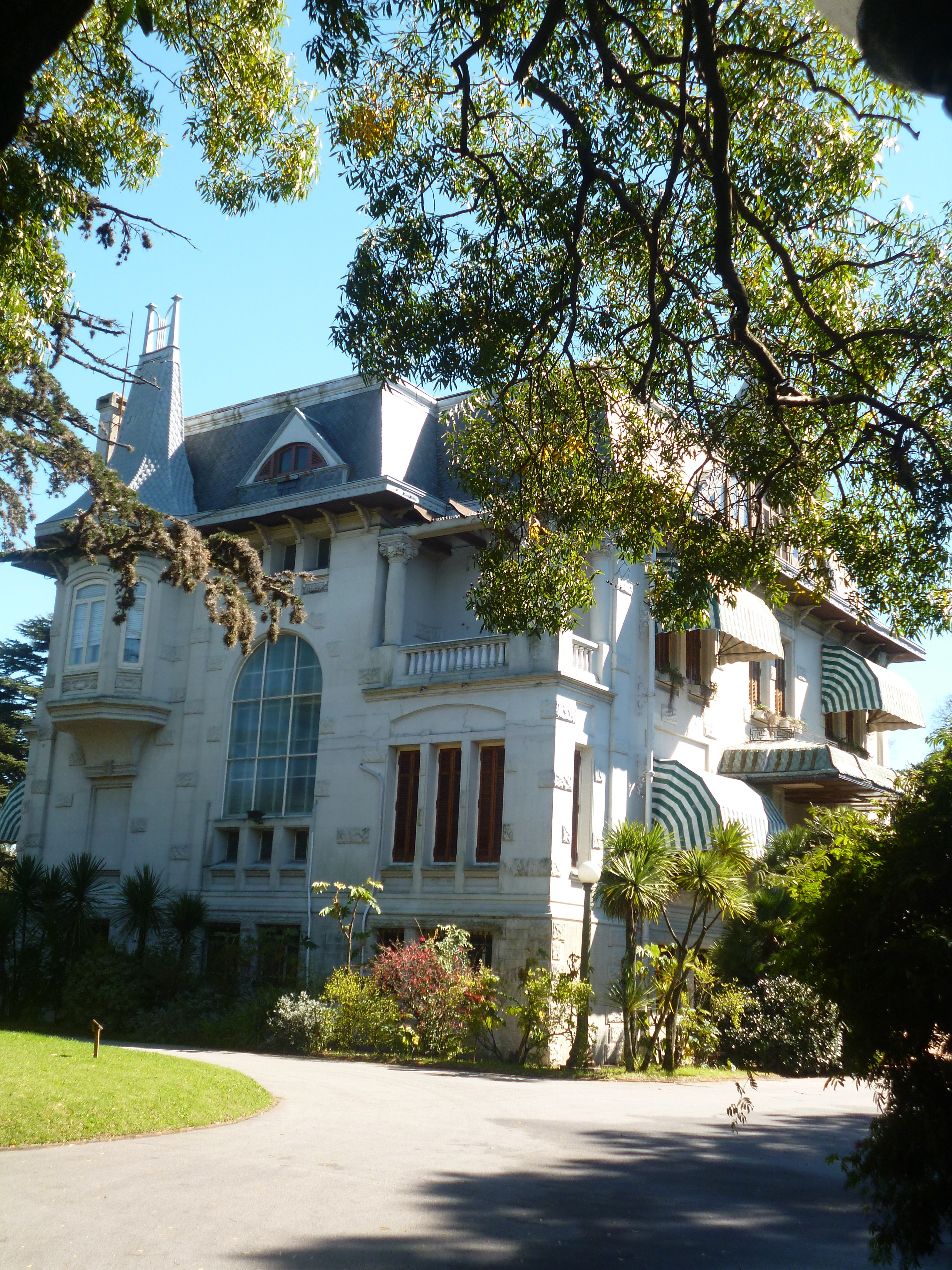
Residencia Presidencial de Suárez y Reyes, donde en ocasiones el gabinete también se reúne.

## Estructura y composición
| ← Gobierno de Yamandú Orsi → 1° de marzo de 2025 | ← Gobierno de Yamandú Orsi → 1° de marzo de 2025 | ← Gobierno de Yamandú Orsi → 1° de marzo de 2025 | ← Gobierno de Yamandú Orsi → 1° de marzo de 2025 |
| ------------------------------------------------ | ------------------------------------------------ | ------------------------------------------------ | ------------------------------------------------ |
| Partido político                                 |                                                  | Frente Amplio                                    | Frente Amplio                                    |
| Presidencia                                      |                                                  |                                                  |                                                  |
| Presidente de la República                       |                                                  | Yamandú Orsi 1° de marzo de 2025                 |                                                  |
| Vicepresidenta                                   |                                                  | Carolina Cosse 1° de marzo de 2025               |                                                  |
| Secretarías de Estado                            |                                                  |                                                  |                                                  |
| Ministerio                                       | Integración                                      | Integración                                      | Integración                                      |
| Economía y Finanzas                              |                                                  | Gabriel Oddone 1° de marzo de 2025               | Gabriel Oddone 1° de marzo de 2025               |
| Relaciones Exteriores                            |                                                  | Mario Lubetkin 1° de marzo de 2025               | Mario Lubetkin 1° de marzo de 2025               |
| Salud Pública                                    |                                                  | Cristina Lustemberg 1° de marzo de 2025          | Cristina Lustemberg 1° de marzo de 2025          |
| Interior                                         |                                                  | Carlos Negro 1° de marzo de 2025                 | Carlos Negro 1° de marzo de 2025                 |
| Educación y Cultura                              |                                                  | José Carlos Mahía 1° de marzo de 2025            | José Carlos Mahía 1° de marzo de 2025            |
| Defensa Nacional                                 |                                                  | Sandra Lazo 1° de marzo de 2025                  | Sandra Lazo 1° de marzo de 2025                  |
| Desarrollo Social                                |                                                  | Gonzalo Civila 1° de marzo de 2025               | Gonzalo Civila 1° de marzo de 2025               |
| Ganadería, Agricultura y Pesca                   |                                                  | Alfredo Fratti 1° de marzo de 2025               | Alfredo Fratti 1° de marzo de 2025               |
| Industria, Energía y Minería                     |                                                  | Fernanda Cardona 1° de marzo de 2025             | Fernanda Cardona 1° de marzo de 2025             |
| Transporte y Obras Públicas                      |                                                  | Lucía Etcheverry 1° de marzo de 2025             | Lucía Etcheverry 1° de marzo de 2025             |
| Vivienda y Ordenamiento Territorial              |                                                  | Cecilia Cairo 1° de mayo-17 de abril de 2025     | Cecilia Cairo 1° de mayo-17 de abril de 2025     |
| Vivienda y Ordenamiento Territorial              | Tamara Paseyro 21 de abril de 2025               |                                                  |                                                  |
| Trabajo y Seguridad Social                       |                                                  | Juan Castillo 1° de marzo de 2025                | Juan Castillo 1° de marzo de 2025                |
| Turismo                                          |                                                  | Pablo Menoni 1° de marzo de 2025                 | Pablo Menoni 1° de marzo de 2025                 |
| Ambiente                                         |                                                  | Edgardo Ortuño 1° de marzo de 2023               | Edgardo Ortuño 1° de marzo de 2023               |
| Secretarias de Gobierno                          |                                                  |                                                  |                                                  |
| Secretario de la Presidencia                     |                                                  | Alejandro Sánchez 1° de marzo de 2025            | Alejandro Sánchez 1° de marzo de 2025            |
| Planeamiento y Presupuesto                       |                                                  | Rodrigo Arim 1° de marzo de 2025                 | Rodrigo Arim 1° de marzo de 2025                 |

## Competencias
Al Presidente de la República, actuando con el Consejo de Ministros, corresponde:    
1º) La conservación del orden y tranquilidad en lo interior, y la seguridad en lo exterior.
2º) El mando superior de todas las fuerzas armadas.
3º) Dar retiros y arreglar las pensiones de los empleados civiles y militares conforme a las leyes.
4º) Publicar y circular, sin demora, todas las leyes que, conforme a la Sección VII, se hallen ya en estado de publicar y circular; ejecutarlas, hacerlas ejecutar, expidiendo los reglamentos especiales que sean necesarios para su ejecución.
5º) Informar al Poder Legislativo, al inaugurarse las sesiones ordinarias, sobre el estado de la República y las mejoras y reformas que considere dignas de su atención.
6º) Poner objeciones o hacer observaciones a los proyectos de ley que  le remita el Poder Legislativo, y suspender u oponerse a su promulgación, en la forma prevista en la Sección VII.
7º) Proponer a las Cámaras proyectos de ley o modificaciones a las leyes anteriormente dictadas. Dichos proyectos podrán ser remitidos con declaratoria de urgente consideración. La declaración de urgencia deberá ser hecha simultáneamente con la remisión de cada proyecto, en cuyo caso deberán ser  considerados por el Poder Legislativo dentro de los plazos que a continuación se expresan, y se tendrán por sancionados si dentro de tales plazos no han sido expresamente desechados, ni se ha sancionado un proyecto sustitutivo. Su trámite se ajustará a las  siguientes reglas: a)  El Poder Ejecutivo no podrá enviar a la Asamblea General más de un proyecto de ley con declaratoria de urgente  consideración simultáneamente, ni enviar un nuevo proyecto en tales condiciones mientras estén corriendo los plazos para la consideración legislativa de otro anteriormente enviado; b)  no podrán merecer esta calificación los proyectos de  Presupuesto, ni aquellos para cuya sanción se requiera el voto de tres quintos o dos tercios del total de componentes de cada  Cámara;        c)  cada Cámara por el voto de los tres quintos del total de sus componentes, podrá dejar sin efecto la declaratoria de urgente consideración, en cuyo caso se aplicarán a partir de ese momento los trámites normales previstos en la Sección VII;        d)  la Cámara que reciba en primer lugar el proyecto deberá  considerarlo dentro de un plazo de cuarenta y cinco días. Vencidos los primeros treinta días la Cámara será convocada a sesión extraordinaria y permanente para la consideración del proyecto. Una vez vencidos los quince días de tal convocatoria sin que el proyecto hubiere sido expresamente desechado se reputará aprobado por dicha Cámara en la forma en que lo remitió el Poder Ejecutivo y será comunicado inmediatamente y  de oficio a la otra Cámara;        e)  la segunda Cámara tendrá treinta días para pronunciarse y si aprobase un texto distinto al remitido por la primera lo devolverá a ésta, que dispondrá de quince días para su consideración. Vencido este nuevo plazo sin pronunciamiento expreso el proyecto se remitirá inmediatamente y de oficio a  la Asamblea General. Si venciere el plazo de treinta días sin que el proyecto hubiere sido expresamente desechado, se   reputará aprobado por dicha Cámara en la forma en que lo remitió el Poder Ejecutivo y será comunicado a éste  inmediatamente y de oficio, si así correspondiere, o en la misma forma a la primera Cámara, si ésta hubiere aprobado un texto distinto al del Poder Ejecutivo;        f)la Asamblea General dispondrá de diez días para su consideración. Si venciera este nuevo plazo sinpronunciamiento expreso se tendrá por sancionado el proyecto en la forma en que lo votó la última Cámara que le prestó expresa aprobación.  La Asamblea General, si se pronunciare expresamente, lo hará  de conformidad con el artículo 135.   g)  cuando un proyecto de ley con declaratoria de urgente  consideración fuese desechado por cualquiera de las dos Cámaras, se aplicará lo dispuesto por el artículo 142.        h)  el plazo para la consideración por la primera Cámara empezará a correr a partir del día siguiente al del recibo del proyecto por el Poder Legislativo. Cada uno de los plazos ulteriores comenzará a correr automáticamente al vencer el plazo inmediatamente anterior o a partir del día siguiente al del recibo por el órgano correspondiente si hubiese habido aprobación expresa antes del vencimiento del término.  
8º) Convocar al Poder Legislativo a sesiones extraordinarias con determinación de los asuntos materia de la convocatoria y de acuerdo con lo que se establece en el artículo 104.   
9º) Proveer los empleos civiles y militares, conforme a la Constitución y a las leyes.
10) Destituir los empleados por ineptitud, omisión o delito, en todos los casos con acuerdo de la Cámara de Senadores o, en su receso, con el de la Comisión Permanente, y en el último, pasando el expediente a la Justicia. Los funcionarios diplomáticos y consulares podrán, además, ser destituidos, previa venia de la        Cámara de Senadores, por la comisión de actos que afecten su buen nombre o el prestigio del país y de la representación que  invisten. Si la Cámara de Senadores o la Comisión Permanente no dictaran resolución definitiva dentro de los noventa días, el        Poder Ejecutivo prescindirá de la venia solicitada, a los efectos de la destitución.  
11) Conceder los ascensos militares conforme a las leyes, necesitando, para los de Coronel y demás Oficiales superiores la venia de la  Cámara de Senadores o, en su receso, la de la Comisión Permanente.    
12) Nombrar el personal consular y diplomático, con obligación de solicitar el acuerdo de la Cámara de Senadores, o de la Comisión        Permanente hallándose aquélla en receso, para los Jefes de Misión.  Si la Cámara de Senadores o la Comisión Permanente no dictaran resolución dentro de los sesenta días el Poder Ejecutivo prescindirá de la venia solicitada.         Los cargos de Embajadores y Ministros del Servicio Exterior serán considerados de particular confianza del Poder Ejecutivo, salvo que la ley dictada con el voto conforme de la mayoría absoluta del total de componentes de cada Cámara disponga lo contrario.   
13) Designar al Fiscal de Corte y a los demás Fiscales Letrados de la República, con venia de la Cámara de Senadores o de la Comisión Permanente en su caso, otorgada siempre por tres quintos de votos del total de componentes. La venia no será necesaria para designar al Procurador del Estado en lo Contencioso-Administrativo, ni los Fiscales de Gobierno y de Hacienda.    
14) Destituir por sí los empleados militares y policiales y los demás que la ley declare amovibles.    
15) Recibir Agentes Diplomáticos y autorizar el ejercicio de sus funciones a los Cónsules extranjeros.  
16)Decretar la ruptura de relaciones y, previa resolución de la Asamblea General, declarar la guerra, si para evitarla no diesen resultado el arbitraje u otros medios pacíficos.    
17) Tomar medidas prontas de seguridad en los casos graves e imprevistos de ataque exterior o conmoción interior, dando cuenta,dentro de las veinticuatro horas a la Asamblea General, en reunión de ambas Cámaras o, en su caso, a la Comisión Permanente, de lo ejecutado y sus motivos, estándose a lo que éstas últimas resuelvan. En cuanto a las personas, las medidas prontas de seguridad sólo autorizan a arrestarlas o trasladarlas de un punto a otro del territorio, siempre que no optasen por salir de él. También esta medida, como las otras, deberá someterse, dentro de las veinticuatro horas de adoptada, a la Asamblea General en reunión de ambas Cámaras o, en su caso, a la Comisión Permanente, estándose a su resolución.El arresto no podrá efectuarse en locales destinados a la reclusión de delincuentes.    
18) Recaudar las rentas que, conforme a las leyes, deban serlo por sus  dependencias, y darles el destino que según aquéllas corresponda.    
19) Preparar y presentar a la Asamblea General los presupuestos, de acuerdo a lo establecido en la Sección XIV, y dar cuenta instruida       de la inversión hecha de los anteriores.    
20) Concluir y suscribir tratados, necesitando para ratificarlos de la aprobación del Poder Legislativo.    
21) Conceder privilegios industriales conforme a las leyes.    
22) Autorizar o denegar la creación de cualesquier Bancos que hubieren de establecerse.    
23) Prestar, a requerimiento del Poder Judicial, el concurso de la fuerza pública.    
24) Delegar por resolución fundada y bajo su responsabilidad política las atribuciones que estime convenientes.   
25) El Presidente de la República firmará las resoluciones y comunicaciones del Poder Ejecutivo con el Ministro o Ministros que el asunto corresponda, requisito sin el cual nadie estará      obligado a obedecerlas. No obstante el Poder Ejecutivo podrá disponer que determinadas resoluciones se establezcan por acta otorgada con el mismo requisito precedentemente fijado.    
26) El Presidente de la República designará libremente un Secretario y un Prosecretario, quienes actuarán como tales en el Consejo de Ministros. Ambos cesarán con el Presidente y podrán ser removidos o reemplazados por éste, en cualquier momento. (*)

## Consejo de Ministros Abierto
Tras la segunda presidencia de Tabaré Vázquez y tras el marco de un Gobierno de Cercanía comienzan a realizarse consejos de ministros abiertos en distintas localidades y departamentos del país, en los que los ciudadanos pueden participar y presentar las inquietudes al presidente y su consejo de Ministros.

## Galería

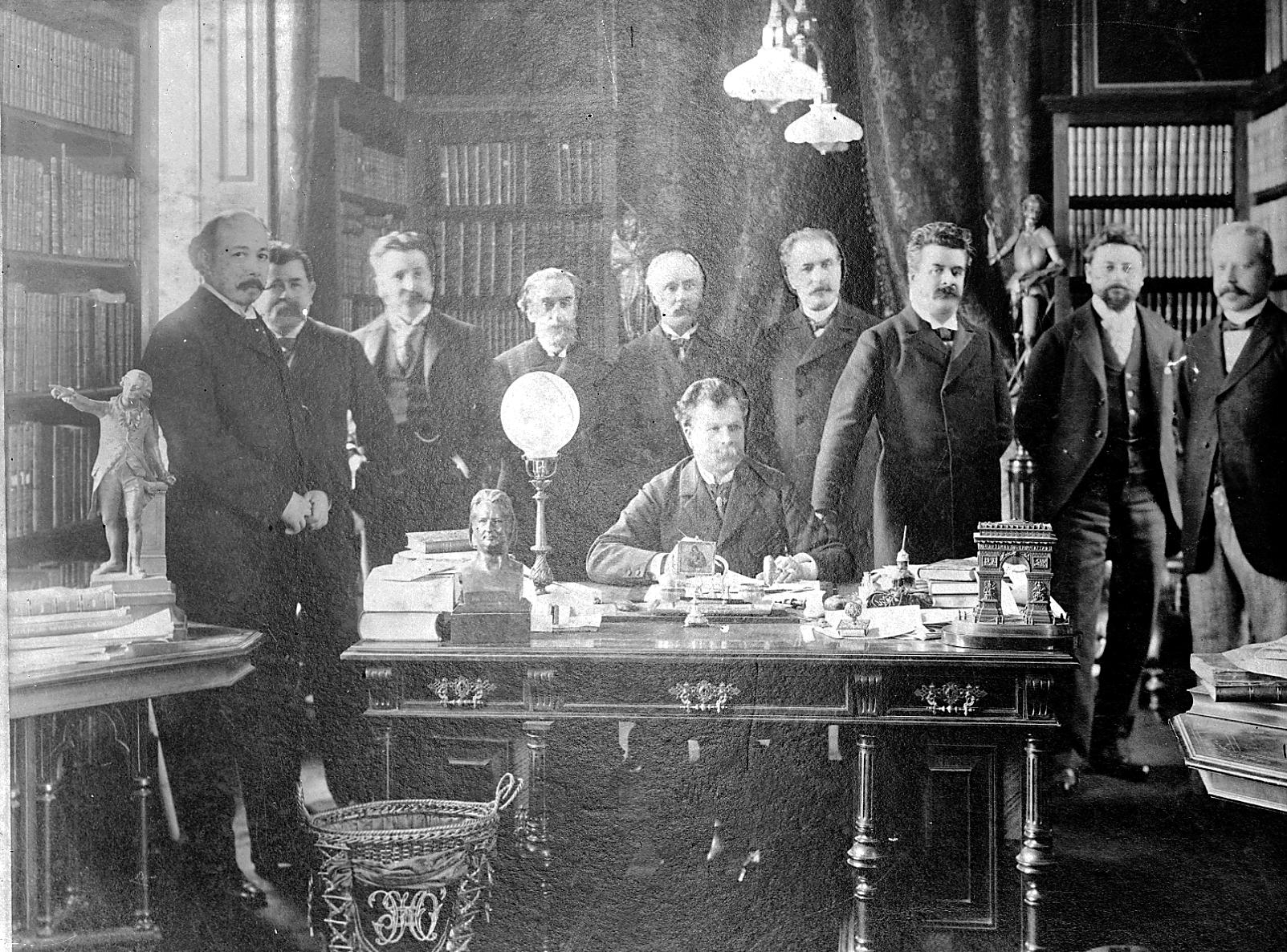
El presidente Julio Herrera y Obes, junto a sus ministros en la Casa de Gobierno.